# Лир, Аманда
Ама́нда Лир (фр. Amanda Lear; урожд. Ама́нда Тапп (фр. Amanda Tapp)) скорее всего  родилась 18 ноября 1939 года в Сайгоне (к этой версии склоняются биографы артистки    (по версии с официального сайта Аманды — в 1950 году во Вьетнаме, комментарии самой Лир по поводу своего происхождения, дня и места рождения всегда были противоречивыми) — французская поп-певица, актриса и модель. В 1970—1980-е годы Лир была популярной исполнительницей в жанре диско. Позже приобрела известность как художница.

## Биография
Певица обладает весьма специфическим контральто, из-за чего существует версия, что Аманда родилась мальчиком, и в детстве её звали Ален Тапп (фр. Alain Tapp). По этой версии, в 1963 году известный художник и покровитель Аманды Сальвадор Дали оплатил для неё операцию по перемене пола, которая была проведена в Касабланке (Марокко). Эта информация не была подтверждена ни Амандой, ни кем-либо из её родственников. На вопросы о том, была ли она мужчиной, Аманда обычно отвечает: «На такую нелепицу, распространяемую обо мне, я даже внимания не обращаю. Я женщина до кончиков ногтей, и это меня вполне устраивает».
О родителях Аманды ничего не известно, по одной версии её отец был французом (по версии с официального сайта Аманды — английский морской офицер, в разные годы говорилось об её отце как о русском или индонезийце), а мать указывалась то китаянкой,то англичанкой, то француженкой.В одном своем заявлении, она утверждала что родилась в Трансильвании. В 1960-х годах Аманда была музой Сальвадора Дали, а затем стала протеже Дэвида Боуи, который и предложил ей заняться музыкой. Боуи же продюсировал её первый сингл. В 1977 году увидел свет первый альбом Аманды Лир в жанре диско (продюсером выступил Гарольд Фальтермейер). Пела Лир преимущественно на английском, хотя прекрасно владела несколькими европейскими языками, что, в частности, обеспечило ей стабильную популярность в Италии. В 1979 году Лир вышла замуж за французского аристократа Алена Филиппа Маланьяка, маркиза д’Арган-де-Виллеле (приёмного сына писателя Роже Пейрефитта). С середины 1980-х годов Лир стала уделять меньше внимания музыке и сосредоточилась на живописи, вдохновлённая своим учителем Дали. 17 декабря 2000 года в её доме произошёл пожар, в результате чего погиб её муж, а также была уничтожена большая часть работ. Сама Аманда в это время находилась в Италии.
Аманда Лир — автор воспоминаний о Сальвадоре Дали «Дали глазами Аманды», изданных впервые во Франции в начале 1980-х годов, в которых ярко описаны персонажи богемы нескольких европейских столиц 1960-х, в частности, Парижа, Мадрида и «свингующего» Лондона. В этом городе юная Лир встречалась, дружила, а в ряде случаев — имела мимолётные интрижки и серьёзные романы с такими фигурами эпохи шестидесятых и семидесятых, как Фредди Меркьюри, Брайан Джонс, Тара Брауни, Джон Леннон, Джими Хендрикс, Мик Джаггер, Марианна Фейтфулл, Брайан Ферри, Брайан Мэй, Дэвид Боуи, Сальвадор Дали, Йоко Оно, Пьер Карден.

## Дискография

### Альбомы

#### Студийные альбомы
- 1977: I Am a Photograph
- 1978: Sweet Revenge
- 1979: Never Trust A Pretty Face
- 1980: Diamonds for Breakfast
- 1981: Incognito
- 1983: Tam-Tam
- 1987: Secret Passion
- 1989: Uomini più uomini
- 1990: Tant qu’il y aura des hommes (англ. As Long as There Are Men)
- 1993: Cadavrexquis
- 1995: Alter Ego
- 2001: Heart
- 2003: Tendance (англ. Trend)
- 2006: With Love
- 2009: Brief Encounters
- 2011: I Don’t Like Disco
- 2014: My Happiness
- 2016: Let Me Entertain You

#### Сборники
- 1981: Поёт Аманда Лир (англ. Amanda Lear Sings)
- 1982: Ieri, Oggi
- 1985: A L
- 1989: Super 20 (Nymphomania 20 Greatest Hits)
- 1994: Indovina Chi Sono
- 1998: Back In Your Arms
- 2000: Follow Me…Back In My Arms
- 2005: Forever Glam! (The Best of 1976/2005)
- 2005: Sings Evergreens
- 2006: The Sphinx — Das Beste aus den Jahren 1976—1983
- 2009: Brand New Love Affair

### Синглы
- 1975: La Bagarre/Lethal Leading Lady
- 1976: Trouble/Lethal Leading Lady
- 1977: Blood and Honey/She’s Got The Devil In Her Eyes
- 1977: Queen of Chinatown
- 1977: Tomorrow1975: La
- 1977: Lady In Black
- 1978: Follow Me
- 1978: Gold/Lili Marleen
- 1978: Run Baby Run
- 1978: Enigma (Give A Bit of MMH To Me)
- 1978: The Sphinx
- 1979: Fashion Pack
- 1980: Fabulous Lover Love Me
- 1980: Diamonds
- 1980: Ho Fatto L’Amore Con Me
- 1980: La Baggare/Le Chat de Gouttiere
- 1980: When
- 1980: Solomon Gundie
- 1981: Egal
- 1981: Igual
- 1981: Love Amnesia
- 1981: Hollywood Is Just A Dream When You’re Seventeen
- 1981: Red Tape
- 1981: Fashion Pack
- 1982: Lili Marleen
- 1982: Fever
- 1982: Incredibilmenta Donna/Buon Viaggio
- 1983: Love Your Body/Darkness and Light
- 1983: No Regrets
- 1984: Assassino/Stato D’Allarme
- 1984: Ritmo Salsa/Hotel Palace
- 1985: No Credit Card/Jungle Beat
- 1985: Women/Women Wow Wow
- 1986: Les Femmes/She Wolf
- 1986: Wild Thing
- 1986: Aphrodisiac
- 1987: Follow Me
- 1987: Wild Thing
- 1987: Aphrodisiaque
- 1988: Thank You
- 1988: Tomorrow
- 1989: Métamorphose
- 1989: Follow me/Gold (Remix)
- 1990: Scuola d’amore
- 1989: Tomorrow/Inch’Allah ca va feat. CCCP
- 1992: Fantasy
- 1995: Everytime you touch me
- 1995: Peep!
- 1996: Angel Love
- 1998: Blood and Honey (Remix)
- 2001: Love boat
- 2002: Beats of Love ft. Get Ready
- 2002: I Just Wanna Dance Again
- 2004: Martini Disease feat. Jetlag
- 2005: Paris by Night
- 2005: Copacabana
- 2006: Queen Of Chinatown 2006

## Фильмография
- Не шутите с марсианами (1968) — инопланетянка
- Дядя Адольф по прозвищу Фюрер (1978) — певица
- Красотки (1998) — Джина
- Супер Ди Джей (2002) — Биргит
- Жиголо (2005) — женщина
- Восхождение Оливьеро (2007) — Антонетта
- Кровавые цветы (2008) — мадам Шарлотта
- Охотники на драконов (мультфильм) (2008) — Джилдас (озвучивание)
- Мой парень из зоопарка (2011) — львица Джаннет (озвучивание)
- Дюна Ходоровского (2013) — в роли себя
- Модный дом[фр.] (2024) — Марва Жаллаб (эпизоды 2 и 3)

## Книги
- 1984 — Моя жизнь с Дали[англ.]
- 1987 — Бессмертная / L’Immortelle
- 2006 — Между мечтой и реальностью / Between Dream and Reality
- 2009 — Я не та, что вы думаете / Je ne suis pas celle que vous croyez…
- 2018 — Заблуждения / Délires, в соавторстве с Фредериком Дьедоном

## В популярной культуре
- Романтической связи Аманды Лир и Брайана Джонса посвящен иронический трек группы Rolling Stones «Miss Amanda Jones», альбом Between the Buttons (1967)[10].
- Персонаж Пэтси Стоун[англ.] из британского сериала «Ещё по одной» был создан на основе образа Аманды Лир[11].
- В 2011 году американский журнал о моде V посвятил актрисе шестистраничное интервью под названием "Баллада об Аманде Лир ", сравнив её с Мадонной и Леди Гагой[12].
- Итальянская группа Baustelle посвятила актрисе свою песню 2016 года «Amanda Lear»[13].
- В 2017 году шведский соло-проект Deutsch Nepal совместно с немецкой исполнительницей Mama Baer также назвали «Amanda Lear» первую песню из альбома Klinik Der Praktischen Vernunft[14].
- В биографическом фильме Быть Сальвадором Дали (Dalíland, 2022), Аманду Лир играет модель и актриса Андреа Пежич.
- Упоминается в фильме "Профессия-следователь" (СССР, 1982), где вместо Аманды Лир звучит композиция Why Don't You Do It австрийской звёзды диско Gilla.